# La Flor (Durango)
La Flor es una localidad del estado mexicano de Durango. Es parte del municipio de Gómez Palacio.

## Demografía
| Gráfica de evolución demográfica |
|                                  |

| Censo | Población |
| ----- | --------- |
| 1910  | 85        |
| 1921  | 137       |
| 1930  | —         |
| 1940  | 31        |
| 1950  | 220       |
| 1960  | 320       |
| 1970  | 425       |
| 1980  | 525       |
| 1990  | 688       |
| 2000  | 1281      |
| 2010  | 1593      |
| 2020  | 1591      |